# Bloqueo de Telegram en Rusia
El bloqueo de Telegram en Rusia se refiere a la decisión de un tribunal en Moscú (Rusia), ocurrido el 13 de abril de 2018, de restringir el acceso al servicio de mensajería Telegram.
El motivo principal es el incumplimiento de los requisitos de los servicios federales ―el Roskomnadzor (Servicio Federal de Supervisión de las Telecomunicaciones, las Tecnologías de la Información y los Medios de Comunicación) y el FSB (Servicio Federal de Seguridad)―.
Dicho bloqueo es legal, acorde a la Ley Federal sobre la Información n.º 149-FZ del 27 de julio de 2006 y la orden sobre la información de los servicios de comunicación en 2014.
El bloqueo que aplicó a todo el país duró más de dos años, inició el 16 de abril de 2018 y finalizó el 18 de junio de 2020.
El suceso tuvo repercusión, siendo #digitalresistencia el tema de tendencia de las manifestaciones incluyendo los lanzamientos de aviones de papel.
Pese ello, el director de la FSB Aleksandr Bortnikov expresa que Telegram a octubre de 2019 es el único servicio que se niega a cooperar con el servicio.
El 18 de junio de 2020 la RKN revocó la orden tras conseguir un acuerdo con el fundador de la aplicación Pável Dúrov.

## Antecedentes
Desde 2014, año que se promulgó oficialmente en un decreto, los servicios de Internet están obligados a registrarse legalmente con información sobre su uso. Dicha lista está supervisada por el Servicio Federal de Supervisión de las Telecomunicaciones, Tecnologías de la Información y Medios de Comunicación, conocido popularmente como Roskomnadzor o RKN. Esta orden está acorde a los artículos 10.1 y 15.4 de ley federal sobre medios de información de 2006 (n° 149-FZ).
En 2013 Pável Dúrov, quien acusó al gobierno ruso por conflictos de intereses, anunció la creación de Telegram. Junto a Dúrov acompañaron exdesarrolladores de la red social rusa VK.   
En 2016 Roskomnadzor ordenó a los medios de tratar al Estado Islámico como "organización prohibida en Rusia". En junio de 2017 el Servicio Federal de Seguridad acusó a Telegram por no ofrecer informes de transparencia. Uno de los motivos está relacionado con el terrorismo; señalando, por ejemplo, los sucesos del metro de San Petersburgo en el mencionado año.
El 28 de junio de 2017 Dúrov confirmó que la organización de Telegram tuvo que ofrecer detalles sobre el servicio para cumplir la ley federal de información. Además, desmintió cualquier intento de revelar información privada de sus usuarios. El Roskomnadzor realizó un reporte con información de contacto, páginas web, entre otros. El jefe de la institución Alexánder Zharóv pedía anteriormente a Dúrov que se registrara por temor a un bloqueo. En un post de VK, se comprometieron también a luchar "contra las drogas, la incitación a la violencia y la pornografía".
En octubre del mismo año, un tribunal ruso multó a Telegram por no dar el paradero de usuarios relacionados con el terrorismo. Además de Telegram, otros servicios de la misma índole también son acusadas de forma similar como Zello. En ese entonces, Roskomnadzor anunció la formación de un departamento especial para investigar servicios anonimizadores y VPN.

### Posible creación de la criptomoneda
Otra motivación para ordenar el supuesto bloqueo al servicio se menciona en una filtración de abril de 2018, confirmada por la propia FSB. En ella, el agente Roman Antipkin explicó el desarrollado de la nueva criptomoneda de Telegram. Esa criptomoneda no puede ser controlada por el gobierno ruso.

### Disputas de difusión de contenido
La disputa entre RKN y Dúrov se intensificó por un vídeo que denunciaba a una institución bancaria, en que el primero intentó bloquearlo mientras que el opositor promovió compartirlo en septiembre de 2017.

## Cronología

### Multa de la FSB (diciembre de 2017)
En diciembre de 2017, la Corte de Moscú impuso una multa de 800 mil rublos por no revelar la información del Servicio Federal de Seguridad.

### Advertencia de la FSB (marzo de 2018)
El 20 de marzo de 2018, el Tribunal Supremo de Moscú falló a favor de la institución legal y el Servicio Federal de Seguridad contra Telegram  por infringir la orden 432 que obliga revelar la información de las telecomunicaciones. Esta vez, obligaron en 15 días que los demandados transfieran la información a las autoridades como las claves de cifrado. De lo contrario el servicio sería bloqueado del país. Antes del juicio Dúrov consiguió el apoyo del abogado Pável Chíkov y el grupo internacional de derechos humanos Agora.

### Nuevo juicio y sentencia (13 de abril de 2018)
El 13 de abril de 2018 alrededor de las 10:00 AM (hora local, UTC+03:00), se realizó un nuevo juicio por el Tribunal Supremo. Dúrov señaló que ni él ni sus abogados asistirían porque no quería «legitimar la franca farsa». A las 10:47, el representante de la FSB señaló que:
«Telegram, desafiando la decisión de llevar la responsabilidad administrativa, dijo que la información no se envía al FSB debido al secretismo de la correspondencia privada. Los motivos para el incumplimiento de los requisitos del FSB son ilegales. Cualquier persona que difunde información debe cumplir con las reglas y realizar acciones. Telegram debe tomar todas las medidas para aplicarlas.»
En un juicio de 18 minutos y en estricto privado, a las 11:34 de la mañana la jueza del Tribunal de Taganski en Moscú Julia Smolina anunció el bloqueo regional de Telegram. No es la primera vez que la jueza Smolina da veredictos a favor de la FSB, ya que en 2015 concedió el bloqueo del blog del activista Alexéi Navalni.

### Bloqueo de acceso (16 de abril de 2018-junio de 2020)

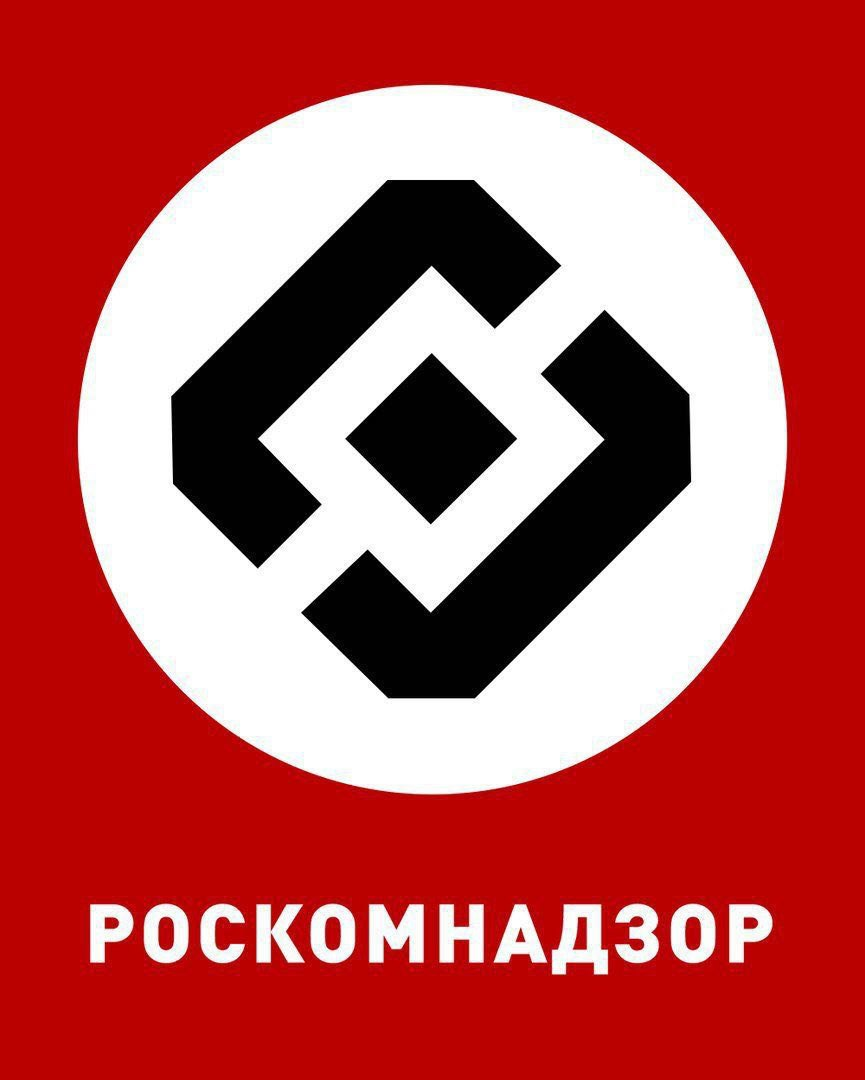
Emblema de Roskompozor, preyorativo de la RKN, denominado y usado por activistas.

Entre el 16 y 17 del mismo mes, Roskomnadzor obligó a los proveedores de servicios a restringir el acceso de aproximadamente 20 millones de direcciones de Internet. Al 20 de abril, la agencia estatal bloqueó a 17 servicios VPN. Durante los primeros días, la plataforma de los hermanos Dúrov continuó sus operaciones sin contratiempos. En una entrevista a un noticiero, Alexander Zhárov justificó el bloqueo de acceso a Telegram que en ese servicio "viven diferentes personas, incluidos los terroristas".
Para la realización de bloqueos, la organización elaboró una "lista negra". Los criterios son elaborados por cuenta propia, uno de ellos es el  domain fronting. En el caso de Google, al 18 de abril, se bloquearon 3 millones de direcciones de la empresa de Montain View.
En noviembre de 2018, 35 personas presentaron reclamos a RKN por "declarar acciones ilegales a favor de decodificar los mensajes y obtener la información necesaria de todos los usuarios". Meses después, en febrero de 2019, el Tribunal Supremo de Rusia desestimó la demanda.
En enero de 2019 se anunció un concurso para establecer una herramienta de bloqueo con un premio de 20 mil millones de rublos. En junio de ese año, mientras se busca planes para mejorar su herramienta de bloqueo, Alexánder Zharóv indicó que únicamente está usando Telegram para monitorizar canales. Además, realizó su primera prueba para implementar la filtración de red mediante DPI (Deep Packet Inspection) en lugar de la filtración IP.
Entre septiembre y noviembre la RKN añadió a lista negra por error el foro educativo Art Of Problem Solving y el portal web Free News por ser cómplices con el funcionamiento de Telegram. En octubre de 2019 se llevó a un juicio al periodista Fiodor Krasheninnikov acusado de "insultar al gobierno" en una publicación de un canal, la primera vez que se aplica judicialmente a pesar de que el acusado no está directamente relacionado con Alexéi Navalni.

##### Servicios afectados
Hasta 26 de abril de 2018 casi 60 empresas tuvieron problemas de conectividad. Entre ellas están:
- Empresas multinacionales: Viber, Amazon, Adobe.[45][46][47]
- Servicios de Google: YouTube, Google Play y Gmail.[48]
- Otros servicios: ABBYY, VSCO, casas de apuestas y negocios locales.[49]

El lunes 7 de mayo, la agencia reportó 46 000 quejas y 400 recursos afectados en los primeros días.

### Revocación (junio de 2020)
El 4 de junio de 2020 Dúrov señaló que el sistema de reportes mejoró sin vulnerar la privacidad de los usuarios. Para ese entonces dos parlamentarios de la Duma Estatal anunciaron un proyecto para liberar la restricción de acceso. Además, agradeció a los protestantes para insistir el desbloqueo y animar el desarrollo de la TIC en el país. El 18 de junio RKN anunció que revocará la orden judicial. En un comunicado señalaron recibir apoyo para eliminar miles de canales relacionados con terrorismo, pornografía infantil, tráfico de drogas e inducción al suicidio. La FSB y el Ministerio de Comunicaciones apoyaron esta decisión. Las operadores móviles como Tinkoff Mobile y Beeline volvieron a incluir a Telegram como aplicación gratuita para paquetes de datos y videollamadas.

## Reacciones

### Ambigüedad en la eficiencia del bloqueo
Para el director ejecutivo de la Sociedad de Protección de Internet (OZI), Mijaíl Klimarév señala que Telegram es parte de la Runet y la censura de Roskomnadzor supondría un "agujero negro". Yandex condena el bloqueo por limitar la libertad y opciones a los usuarios. El noticiero Rusia 1, recogido por TJournal, comparó el bloqueo con lo realizado en China (véase Gran Cortafuegos). No obstante, el ombudsman Dmitry Marinichev opina que el bloqueo de Telegram no afectará su funcionamiento.
El bloqueo generó dudas sobre su finalidad a la población rusa. Rupert Colville, representante oficial de la Oficina del Alto Comisionado de las Naciones Unidas para los Derechos Humanos (ACNUDH), anunció que el bloqueo vulnera la libertad de expresión de la Declaración Universal de los Derechos Humanos. En una entrevista para Komsomólskaya Pravda, el portavoz presidencial Dmitry Peskov señala que bloqueo no impide legalmente que la aplicación sea usada. Además, otra entrevista para RIA en octubre de 2019 indica que el viceministro de comunicaciones Alexei Volin considera que el uso de Telegram es legal.

### Protestas
El 16 de abril la policía detuvo a trece activistas que realizaban manifestaciones contra el bloqueo, entre ellos está la vocalista, de la banda Pussy Riot, María Aliójina. El 22 de abril, los simpaticantes de la #DigitalResistence realizaron la iniciativa de titar por las calles aviones de papel, coincidiendo con el logo de Telegram. El evento ocurrió entre las 7:00 y 8:00 de la noche (UTC+03:00) a nivel nacional.
El 20 de abril, varios usuarios cambiaron la información Roskomnadzor a Roskompozor (en ruso: Роскомпозор) en Google Maps. El 30 de abril, 12 mil personas marcharon en Moscú organizado por el Partido Libertario de Rusia. Las protestas se expandieron al 2 de mayo, coincidiendo el día de trabajo.

### Adopción de usuarios
Para contrarrestar el bloqueo, Dúrov prometió conseguir herramientas de evasión para los usuarios: Donó un millón de dólares para financiar varios servicios de VPN y proxy. También empleó el domain fronting a Amazon S3 como puente de acceso de los datos hacia los servidores. Finalmente, a finales de mayo se estrenó sin comunicar la prensa los servidores dedicados MTProto Proxy.
Al 17 de abril, Telegram consiguió el primer lugar en descargas la tienda regional de la AppStore y entre los cinco más descargados en la Play Store.  Sobre la visita de usuarios no hay una información certera sobre las visitas. En el caso de un servicio de analítica, recogido por TJ, estimó en 209 millones de visitas en miles de canales rusos durante los primeros dos días de bloqueo. En cambio, Meduza estima que la analítica Medialogy redujo la cantidad de visitanlas a un 75 % (en 158 000 canales), en contraste al promedio de 160 millones de visitas diarias en TGStat (en 40 000 canales).
Para febrero de 2019, según Mediascope, obtuvo una audiencia de casi 4.4 millones frente a los 2 millones de octubre de 2017.

### Medios de comunicación
Un año después del bloqueo regional, en julio de 2019, RIA Novosti y otras agencias de noticias del Estado regresaron al canal de Telegram debido a su "eficiencia". Según TJournal en Telegram se sucribieron 14 mil personal a RIA Novosti, más que TamTam, el servicio rival que el medio periodístico promocionó.

### Otras reacciones
- La Sociedad de Trabajadores Científicos (ОНР, siglas en ruso) realizó un llamamiento al primer ministro ruso Dmitri Medvédev que exige "detener la actividad dañina de Roskomnadzor".[79]
- Desde 2018, Mail.ru realizó publicidad al sucesor de servicio de mensajería Odnoklassniki llamado TamTam. Eso se debe a que muchas de sus características son copiadas de su competencia. Sin embargo, la empresa desmiente la intención con dicho bloqueo.[80]
- La Oficina de Asuntos Presidenciales de Rusia incorporó a los canales de Telegram dentro del informe de la Internet en Rusia. Considera que "son esencialmente blogs de Internet, y la información sobre ellos, incluidas las publicaciones, está disponible sin restricciones".[81]